# Kidd Video
Kidd Video est une série télévisée d'animation américaine en 26 épisodes de 21 minutes, diffusée entre le 15 septembre 1984 et le 7 décembre 1985 sur le réseau NBC. Elle inclut des segments tournés ainsi que des segments animés.
En France, la série a été diffusée dans Graffi'6 à partir de janvier 1988 sur M6, et au Québec à partir du 3 septembre 1988 sur le Canal Famille.
La propriété de la série est passée à Disney en 2001 lorsque Disney a acquis Fox Kids Worldwide, qui comprend également Saban Entertainment. Mais la série n'est pas disponible sur Disney+,,.

## Synopsis
C'est l'histoire de Kidd, Carla, Ash et Weez, quatre amis qui font de la musique.
Ils vivaient une vie normale, jusqu'au jour où Mister Boumboum apparaît dans le garage où ils répètent, et les emmènent de force à Décibel (The Flipside), un monde de dessin animé, afin d'en faire ses esclaves de la musique. Heureusement, Étincelle, une petite fée ailée va aider les "Kidd Video".
Le dessin animé mélange personnages filmés et personnages animés.

## Distribution
- Bryan Scott (VF : Olivier Destrez) : Kidd Video
- Steve Alterman (VF : Loïc Baugin) : Ash
- Robbie Rist (VF : Luq Hamet) : Whiz
- Gabrielle Bennett (VF : Laurence Crouzet) : Carla
- Virginie Ledieu : Étincelle (voix)
- Luq Hamet : Cool Kitty (voix)
- Marc François : Fat Cat (voix)
- Claude Chantal : She-Lion (voix)

## Commentaires
Produit par DiC Entertainment et Saban Entertainment, la série s'inspire du succès de la chaîne MTV, chaque épisode contenant un clip du groupe fictif "Kidd Video".
À noter qu'en 1989, DiC reprendra l'idée avec Captain N (Captain N: The Game Master) (N pour NINTENDO), racontant l'histoire d'un garçon projeté cette fois-ci dans un jeu vidéo !